# Juan Carlos Ríos Vidal
 Juan Carlos Ríos Vidal (Sanlúcar de Barrameda, 17 november 1964) is een Spaans gewezen voetballer en werkloze trainer. Hij is beter bekend onder de naam Carlos Ríos.
Als voetballer kende hij een bescheiden carrière in verscheidene Andalusische teams.
Als trainer begon hij bij een ploeg uit de Segunda División B, CD Alcalá.  Na twee succesvolle seizoen tussen 2005-2007 stapte hij voor het seizoen 2007-2008 over naar Real Balompédica Linense, een ploeg uit de Tercera División.  De ploeg beëindigde de reguliere competitie op de derde plaats en kon in de eindronde de promotie afdwingen.  Carlos Ríos keerde tijdens het seizoen 2008-2009 terug naar het ondertussen naar de Tercera División gedegradeerde CD Alcalá.  De ploeg behaalde weer een mooie vierde plaats, maar kon de promotie niet afdwingen.
Deze prestaties gingen niet ongemerkt voorbij, zodat Carlos Ríos tijdens het seizoen 2009-2010 terechtkwam bij de B-ploeg van UD Almería, een ploeg spelend in de Segunda División B.  
Tijdens het begin van het seizoen 2010-2011 komt hij terecht bij de B-ploeg van Recreativo de Huelva. Na het ontslag van Pablo Alfaro in oktober 2010, vormde hij een tandem met John Murphy. Maar de Andalusische club werd gedwongen om zijn technische organisatie weer te herorganiseren, toen bleek dat Murphy geen formele kwalificaties bezat om in de  Segunda División A te coachen.  Carlos Ríos debuteerde op 22 oktober 2010 tegen Rayo Vallecano en zou bij deze ploeg blijven tot op het einde van het seizoen.  Door de financiële problemen van de ploeg besloot hij echter zijn contract niet te hernieuwen bij de Andalusische club.
Reeksgenoot FC Cartagena kende tijdens het seizoen 2011-2012 een moeilijke start met een laatste plaats bij de aanvang van de winterstop en slechts 9 doelpunten na 18 wedstrijden. Om deze reden werd de Catalaanse coach Francisco Javier López Castro ontslagen op 22 december 2011. De volgende dag werd Carlos Ríos Vidal aangesteld als zijn opvolger. Maar ook hij kon het tij niet keren, want de ploeg eindigde op de negentiende plaats met de degradatie als gevolg.  Door dit slechte resultaat werd zijn contract niet verlengd en werd hij vervangen door José Francisco Grao García, beter bekend onder de roepnaam "Pato".
Op 21 februari 2013 tekende hij een contract met CD Xerez.  De ploeg was na zesentwintig wedstrijden de rode lantaarn van de Segunda División A en had zeven punten achterstand op de ploeg die op de laatste reddende plaats stond.  Maar ondanks deze wijziging veranderde er niets.  Het verslechterde zelfs.  Onder Carlos Rios won de ploeg niet eenmaal en na de zevenendertigste van de tweeënveertig wedstrijden was de ploeg op 3 mei 2013 veroordeeld tot de degradatie.
Het daaropvolgende seizoen 2013-2014 tekende hij een driejarig contract bij Atlético Sanluqueño, een ploeg uit de Segunda División B.  Toen de ploeg na de eenentwintigste speeldag op een negentiende en voorlaatste plaats gerangschikt stond, werd hij op 16 januari als eerste trainer in 2014 uit de reeks IV bedankt voor bewezen diensten.